# Conceição (Covilhã)
Conceição is een plaats (freguesia) in de Portugese gemeente Covilhã en telt 7563 inwoners (2001).